# René Besnard
Pour les articles homonymes, voir Besnard.
René Besnard est un homme politique français, né le 12 avril 1879 à Artannes-sur-Indre  (Indre-et-Loire) et mort le 12 mars 1952 à Paris Boulevard Malesherbes.
.

## Biographie

### Jeunesse et études
René-Henry Besnard fait toutes ses études au lycée de Tours, entre 1884 et 1897. Il est la 3e génération de sa famille faisant ses études dans cet établissement. Il obtient le prix d'honneur de rhétorique en 1896, celui de philosophie en 1897. Parallèlement à cela, il est champion d'escrime (fleuret et épée) au lycée de Tours puis à l'Université de Poitiers. Il est président de l'Union Sportive du Lycée de Tours.
Il effectue toutes ses études de droit à la Faculté de Paris. Il est docteur en Droit (Services Juridiques en 1903) après une thèse sur « Les perquisitions et les saisies en matière criminelle ».
Il est également diplômé du Collège des Hautes Études Sociales et de l'École de Journalisme (Thèse sur l'action sociale de la littérature).

### Carrière Professionnelle
De 1900 à 1903, il est inscrit au Barreau de Paris comme stagiaire admissible à la Conférence des avocats. En 1902, il est attaché à la Chancellerie et au Cabinet de M. Vallée, Garde des Sceaux
En 1903, il est installé comme avocat au Barreau de Tours. En 1913, il est inscrit au Barreau de Paris. En 1937, il est avocat de l'Assistance Publique de la Seine. Après avoir beaucoup plaidé aux Assises, il se spécialisé dans les affaires civiles et commerciales. Au cours de sa carrière, il plaide dans nombre de procès retentissants et importants.

### Carrière politique
De 1906 à 1919, il est député d'Indre-et-Loire. Il intègre plusieurs gouvernements parallèlement.  Il est d'abord sous-secrétaire d'État du 27 juin 1911 au 12 janvier 1913 dans le gouvernement Joseph Caillaux et le gouvernement Raymond Poincaré (1), puis ministre des Colonies du 12 au 21 janvier 1913 dans le gouvernement Raymond Poincaré (1). Il quitte ce poste pour devenir ministre du Travail et de la Prévoyance sociale du 21 janvier au 22 mars 1913 dans les gouvernements Aristide Briand (3) et Aristide Briand (4).
Après quelques mois, il devient sous-secrétaire d'État à la Guerre du 14 septembre au 29 octobre 1915 dans le gouvernement René Viviani (2), puis le jour-même sous-secrétaire d'État à la Marine Marchande du 29 octobre 1915 au 8 février 1916 dans le gouvernement Aristide Briand (5). Il est également sous-secrétaire d'État à l'administration militaire du 28 décembre 1916 au 12 septembre 1917 dans les gouvernements Aristide Briand (6) et Alexandre Ribot (5). Il est ministre des Colonies du 12 septembre au 16 novembre 1917 dans le gouvernement Paul Painlevé (1)
De 1920 à 1940, il est sénateur d'Indre-et-Loire. Il devient ministre de la Guerre du 21 février au 2 mars 1930 dans le gouvernement Camille Chautemps (1).

### Carrière diplomatique
- Mission en Tunisie (1912).
- Mission au Maroc en 1913 (M. Pichon Ministre des Affaires étrangères).
- Mission en Suisse (1918).
- Ambassadeur de France près le Quirinal (24 octobre 1924-27 novembre 1927).
- Mission en Égypte 1939 (Georges Bonnet Ministre des Affaires étrangères).
- Commissaire Général du Gouvernement de la République Française à l'Exposition internationale de Rome (1939-1940).

## Principaux Discours
- Notamment à la Chambre : Affaire Rocofat, Invalidation Leroy-Beaulieu, Discussion de la réforme du Code de Justice Militaire (M.René Besnard ayant été le Président de la Commission de la réforme du Code de Justice Militaire). Discours budgétaires. Grève des cheminots. Réponse à de nombreuses interpellations.
- Notamment au Sénat : Discours budgétaires. Loi sur les loyers, sur la propriété commerciale. Sur la convention de Lausanne abrogeant, en Égypte, le régime des Capitulations.

## Ouvrages publiés
- Les perquisitions et les saisies en matière criminelle (1903).
- L'œuvre française au Maroc (1913).
- Où va-t-on ? (Ouvrage économique et financier, 1919).

## Journalisme
- Directeur politique et collaborateur de La Dépêche du Centre.
- Directeur du Bulletin de l'Association des Étudiants de Paris.
- Collaborateur des journaux suivants L'Action, La Lanterne, Le Radical, Le Petit Journal, Le Matin, Le Petit Parisien, La Fronde, La Revue de France, Le Capital, L'Économiste européen, L'Illustration.

## Services Militaires
- Engagé en 1900 au 66e régiment d'Infanterie à Tours, puis passé au 135e Régiment d'Infanterie à Angers. Caporal en 1901. Libéré 8bre 1901 (un mot illisible) dispense à l'art. 23 de la loi de 1889) avec le grade de sergent et le brevet d'officier de réserve, ayant été classé 2e du peloton des aspirants Officiers de Réserve de la Division et classé 1er tireur du Régiment.
- À la déclaration de guerre 1914, nommé sous-lieutenant au 70e régiment d'infanterie territoriale (4e Cie)
- Mission militaire en Suisse 1915.
- Nommé lieutenant à l'état-major de la 1re armée 1915, puis à la Mission Militaire française en Italie (1916).
- Capitaine d'état-major à l'état-major de la 8e Armée (Général Gérard. Armée d'occupation en Rhénanie 1918-1919).
- Cité à l'ordre de la 8e Armée. Chevalier de la Légion d'honneur à titre militaire.
- Mis à la retraite en 1937.
- Nommé officier de justice militaire avec le grade de commandant.
- Non mobilisé en 1939 comme parlementaire.
- Copie de la Citation à l'ordre de l'Armée : 
« Officier de la plus haute valeur morale, ayant toujours fait preuve des plus belles qualités de courage et de sang-froid, notamment au cours des opérations qui se sont déroulées sur la Marne et sur l'Ourcq en 1914. Affecté en 1915 à l'État Major d'une Armée, a effectué comme volontaire plusieurs reconnaissances en avion au-dessus des organisations ennemies. Chargé en 1916 et 1917 de missions à l'étranger, a rapporté les renseignements les plus précieux pour la Défense Nationale, et a contribué dans la plus large mesure à répandre l'influence française ».

## Distinctions honorifiques
- Officier de la Légion d'honneur
- Croix de guerre 1914-1918, palme de bronze
- commandeur de l'Ordre du Mérite social
- Médaille d'or de l’Éducation Physique.
- Grand-croix de l'ordre des Saints-Maurice-et-Lazare
- Grand officier de l'ordre de la Couronne d'Italie
- Croix du Mérite de guerre
- Grand-croix de l'ordre d'Orange-Nassau
- Grand-croix de l'ordre du Nichan Iftikhar
- Grand Croix des ordres du Karageorgevitch (Serbie) et du Nicham Alaouite (Maroc)
- Membre du Comité et Vice-Président de l'Association Générale des Étudiants de Paris.
- Président de la Conférence de Droit de l'Association des Étudiants et de la Conférence Pothier (au Palais).
- Président de la Ligue Démocratique des Écoles et des Étudiants Républicains.

## Vie privée
Il se marie à Mlle. Padoa, fille d'Albert Padoa, député de la nation en Égypte. Il a trois enfants : Denise, Paule et Claude.

## Sources
- « René Besnard », dans le Dictionnaire des parlementaires français (1889-1940), sous la direction de Jean Jolly, PUF, 1960 [détail de l’édition]